# イワタバコ科
イワタバコ科（イワタバコか、Gesneriaceae）は、シソ目に属する双子葉植物の科のひとつ。クロンキスト体系ではゴマノハグサ目に含められていた。世界の熱帯から亜熱帯を中心に、一部は温帯域にかけて、約150-160属2000-3200種ほどが属する大きな科である。日本にもイワタバコなどの自生種がある。アキメネス、グロキシニア、セントポーリア、ストレプトカーパスなど花の美しいものは、鉢物として観賞される。

## 分類・形態
ほとんどが多年生の草本であるが、一部低木があり、ごくわずかだが高木もある。また、一年生(Microchirita属など)や一稔性(Streptocarpus属の単葉種など)の草本もある。岩肌（イワタバコなど）や他の樹木に着生するものもある。花は花弁の合着する合弁花で、5裂する。

## 下位分類
本項の属名では英語版Wikipedhiaを翻訳した文章を参照とする。典拠については各亜科のページを参考されたい。ただし、近年でも新種発見は続いており、将来分類方法の変更が入る可能があり、暫定的な分類方法になる可能性がある事を留意すること。
※近年では、カルセオラリア科と、ペルタンセラ科がイワタバコ科から分離し、独立した科である事が認められた。

### サナンゴ亜科（Sanangoideae）
サナンゴ属のみを含む単型亜科。※独立した一科一属の単型科のサナンゴ科とする場合もある。
- サナンゴ属（Sanango）

### ゲスネリア亜科（Gesnerioideae）
アキメネスやシンギンニアなど花の美しい品種を含む亜科。５つの連に分別される。

#### ゲスネリア連（Gesnerieae）
- アキメネス属（Achimenes）
- アマロフィロン属（Amalophyllon）
- アルソビア属（Alsobia）
- アロプレクツス属（Alloplectus）
- エピスシア属（Episcia）
  - ハイベニギリ（Episcia cupreata）
- オオイワギリソウ属（シンニンギア属）（Sinningia）
  - オオイワギリソウ（Sinningia speciosa）（旧属名のグロキシニアで流通する）
- カウテムシア属（Chautemsia）
- クランジア属（Crantzia）
- クリストフェリア属（Christopheria）
- クリソテミス属（Chrysothemis）
  - クリソテミス・プルケラ（Chrysothemis pulchella）
- クレメルシア属（Cremersia）
- グロキシニア属（Gloxinia）
- グロキシニオプシス属（Gloxiniopsis）
- グロキシネラ属（Gloxinella）
- グロッソロマ属（Glossoloma）
- ゲスネリア属（Gesneria）
- コドナンセ属（Codonanthe）
- コドナンソプシス属（Codonanthopsis）
- コバナンサス属（Cobananthus）
- コフレリア属（Kohleria）
- ゴヤジア属（Goyazia）
- コリトプレクツス属（Corytoplectus）
- コルムネア属（Columnea）
- シーマニア属（Seemannia）
  - シーマニア・シルバティカ（Seemannia sylvatica）
- スファエロロライザ属（Sphaerorrhiza）
- スミシアンサ属（Smithiantha）
- セントロソレニア属（Centrosolenia）
- ソレノフォラ属（Solenophora）
- ディアステマ属（Diastema）
- ドライモニア属（Drymonia）
- ニファエア属（Niphaea）
- ネオモルトニア属（Neomortonia）
- ネマタンサス属（Nematanthus）
- ノーティロカリックス属（Nautilocalyx）
- ノモピレ属（Nomopyle）
- パキカウロス属（Pachycaulos）
- パラドリモニア属（Paradrymonia）
- パリアヴァナ属（Paliavana）
- フィナエア属（Phinaea）
- フェイドノカルパ属（Pheidonocarpa）
- ヘッピエラ属（Heppiella）
- ベロニア属（Bellonia）
- マツムラソウ属（Titanotrichum）
  - マツムラソウ（Titanotrichum oldhamii）
- マンディロラ属（Mandirola）
- モウッソニア属（Moussonia）
- モノピレ属（Monopyle）
- ユーコドニア属（Eucodonia）
- ランパダリア属（Lampadaria）
- リティドフィルム属（Rhytidophyllum）
- レシオ属（Lesia）
- レンボカルプス属（Lembocarpus）
- ローゲトン属（Rhoogeton）

#### コロナンテラ連（Coronanthereae）
- アステランセラ属（Asteranthera）
- コロナンセラ属（Coronanthera）
- サルミエンタ属（Sarmienta）
- デパンサス属（Depanthus）
- ネグリア属（Negria）
- フィエルディア属（Fieldia）
- ミトラリア属（Mitraria）
- ラブドサムヌス属（Rhabdothamnus）

#### ティタノトリクム連（Titanotricheae）
- ティタノトリクム属（Titanotrichum）

#### ナペアンサス連（Napeantheae）
- ナペアンサス属（Napeanthus）

#### ベスレリア連（Beslerieae）
- アネタンサス属（Anetanthus）
- ガステランサス属（Gasteranthus）
- クレモスペルマ属（Cremosperma）
- クレモスペルモプシス属（Cremospermopsis）
- シュアリア属（Shuaria）
- ティロプサカス属（Tylopsacas）
- ベスレリア属（Besleria）
- レシア属（Resia）
- レルディア属（Reldia）

### ディディモカルプス亜科（Didymocarpoideae）
ストレプトカーパス属やセントポーリア属（セントポーリア節）など花の美しく観賞対象となる植物を含む。イワタバコやヤマビワソウなどの日本に自生する草本も含まれる。

#### エピセマ連
- エピセマ属（Epithema）
- ギロギネ属（Gyrogyne）
- スタウランテラ属（Stauranthera）
- ホワイトッキア属（Whytockia）
- モノフィラエア属（Monophyllaea）
- リンコグロッサム属（Rhynchoglossum - Wikipedia）
- ロキソニア属（Loxonia）

#### トリコスポア連（Trichosporeae）
- イワタバコ属（Conandron）
  - イワタバコ（Conandron ramondioides）
    - ケイワタバコ（Conandron ramondioides var. pilosus）
    - タイワンイワタバコ（Conandron ramondioides var. taiwanensis）
- オレオチャリス属（Oreocharis）※旧イワギリソウ属を含む。
  - イワギリソウ（Oreocharis primuloides）
- シシンラン属（Lysionotus）
  - シシンラン（Lysionotus pauciflorus）
- ストレプトカーパス属（Streptocarpus）
  - セントポーリア（Saintpaulia）※ストレプトカーパス属のセントポーリア節として扱われている。
- ツノギリソウ属（Hemiboea）
  - ツノギリソウ（Hemiboea bicornuta）
- ナガミカズラ属（Aeschynanthus）
  - ナガミカズラ（Aeschynanthus acuminatus）
  - エスキナンサス・スペキオスス（Aeschynanthus speciosus）
  - エスキナンサス・ミクランサス（Aeschynanthus micranthus）
- ミズビワソウ属（Cyrtandra）
  - ミズビワソウ（Cyrtandra yaeyamae）
- ヤマビワソウ属（Rhynchotechum
  - ヤマビワソウ（Rhynchotechum discolor）